# Boconád
Boconád é um município da Hungria, situado no condado de Heves. Tem 29,56 km² de área e sua população em 2015 foi estimada em 1.274 habitantes.